# Kunsthaus Zürich
Muzeum Sztuki w Zurychu (niem. Kunsthaus Zürich) – szwajcarskie muzeum sztuki, którego kolekcja obejmuje dzieła od Średniowiecza do współczesności ze szczególnym uwzględnieniem sztuki narodowej. Prezentuje obrazy, rzeźby, instalacje, sztukę wideo i fotografię, a także rysunki i grafikę.
Muzeum zostało zaprojektowane przez architektów Karla Mosera i Roberta Curjela i otwarte w 1910 roku. Reliefy na fasadzie są dziełem Oskara Kiefera – długoletniego współpracownika Karla Mosera.
Kolekcja zawiera prace takich mistrzów jak Claude Monet, Edvard Munch, Jacques Lipchitz, Salvador Dalí i Pablo Picasso oraz szwajcarskich artystów takich jak Alberto Giacometti, Ferdinand Hodler, Johann Heinrich Füssli, Pipilotti Ristand i Peter Fischli.